# Stazione di Besançon-Viotte
La stazione di Besançon-Viotte  è la principale stazione ferroviaria a servizio di Besançon e della sua agglomerazione, situata nel dipartimento del Doubs, regione Borgogna-Franca Contea.
È servita da TGV e dal TER.
La sua apertura all'esercizio avvenne nel 1855.